# Reginald Davani
Reginald "Reggie" Davani (Port Moresby, 5 de fevereiro de 1980) é um ex-futebolista profissional de Papua-Nova Guiné, e atualmente auxiliar técnico.
Davani é o recordista em jogos disputados pela seleção nacional (23, empatado com o meio-campista Michael Foster) e o maior artilheiro do selecionado, com 15 gols marcados.

## Carreira
Iniciou a carreira em 1996, no Queensland Lions, permanecendo por 5 anos no futebol da Austrália, onde jogou por Ipswich Knights e Taringa Rovers, antes de voltar a seu país em 2001, para defender o University Inter.
Entre 2003 e 2008, jogou na Nova Zelândia, atuando por Metro FC, North Shore United, Bay Olympic e Auckland City. Ainda passaria um curto período no Kossa FC (Ilhas Salomão), voltando para a Austrália em 2009, onde jogaria pelo Hume City.
Davani jogaria ainda por Logan United, Brisbane Olympic e Sunshine George Cross até 2012, quando assinou com o Morobe Kumuls, da primeira divisão nacional.

## Carreira internacional
Tendo estreado pela Seleção Papuásia em 1998, contra a Seleção Salomonense, Davani jogou por 14 anos com os Kapuls (apelido do selecionado), com 23 partidas e 15 gols marcados. Seu irmão, Alex, também atuou pela seleção, em 2003.

## Títulos
University Inter
- Port Moresby Premier League: 2001, 2003

Auckland City
- Campeonato Neozelandês: 2005, 2006
- Campeonato de Clubes da Oceania: 2004–05

Bay Olympic
- New Zealand Nth Premier League: 2006